# Naretjenski bani
Naretjenski bani (bulgariska: Нареченски бани) är ett distrikt i Bulgarien.   Det ligger i kommunen Obsjtina Asenovgrad och regionen Plovdiv, i den centrala delen av landet, 150 km sydost om huvudstaden Sofia.
I omgivningarna runt Naretjenski bani växer i huvudsak blandskog. Runt Naretjenski bani är det ganska glesbefolkat, med 23 invånare per kvadratkilometer.